# Reinersreuth

Ehemaliges Wartehäuschen an der Bahnstrecke Münchberg-Zell

Reinersreuth ist ein Gemeindeteil des Marktes Sparneck im Landkreis Hof (Oberfranken, Bayern). Reinersreuth liegt in der Gemarkung Sparneck.

## Geografie
Das Dorf liegt am Nordhang des im Sparnecker Forst gelegenen Waldsteins. Durch den Ort fließt der Kälbergraben, ein rechter Zufluss der Sächsischen Saale. Die Kreisstraße HO 20 führt nach Zell im Fichtelgebirge (2,3 km südwestlich) bzw. nach Sparneck (1,4 km nördlich). Gemeindeverbindungsstraßen führen nach Sparneck zur Kreisstraße HO 18 (1,4 km nördlich) und über Grohenbühl nach Stockenroth zur HO 18 (2,2 km nordwestlich).

## Geschichte
Der Ort wurde im Jahr 1317 als „Reinersgerute“ erstmals urkundlich erwähnt.
Gegen Ende des 18. Jahrhunderts bestand Reinersreuth aus 18 Anwesen (2 Frohnhalbhöfe, 10 Viertelfrohnhöfe, 1 Viertelhof, 1 Gütlein, 4 Tropfhäuser). Die Hochgerichtsbarkeit und die Dorf- und Gemeindeherrschaft stand dem bayreuthischen Amt Stockenroth zu. Das Kastenamt Stockenroth war Grundherr sämtlicher Anwesen.
Von 1797 bis 1810 unterstand Reinersreuth dem Justiz- und Kammeramt Münchberg. Infolge des Ersten Gemeindeedikts wurde Reinersreuth dem 1812 gebildeten Steuerdistrikt Sparneck und der zugleich entstandenen Ruralgemeinde Sparneck zugeordnet. Es wurde wenige Jahre später von den Bürgern die Bildung einer Gemeinde mit Stockenroth beantragt, was jedoch abgelehnt wurde.
Der Bärenfang wurde teilweise von einem Fallmeister aus Reinersreuth betreut. Seit 1902 gab es im Ort eine Posthilfstelle und von 1951 bis 1985 eine Poststelle mit Schalterbetrieb. Die Reinersreuther Granitwerke waren lange Zeit ein wichtiger Arbeitgeber und führten seit der Gründung 1889 im Zuge der Industrialisierung zu einem Bevölkerungszuwachs. Auch nach dem Zweiten Weltkrieg nahm durch die Ansiedlung von Heimatvertriebenen die Bevölkerungszahl noch einmal deutlich zu. Es bestand ein Haltepunkt an der Bahnstrecke Münchberg–Zell, die von 1902 bis 1971 in Betrieb war. 
In unmittelbarer Nähe zur Drahtseilbahn zum Waldstein befindet sich ein Gedenkstein für den Bauern Johann Konrad Dietel, der hier am 29. April 1883 erschlagen und beraubt wurde. Die Begeisterung für Luftschiffe (siehe auch Georg Hacker) führte 1909 wegen der Überquerung des Schiffes LZ5 – ZII zur Pflanzung einer Zeppelineiche, auf die ein Zeppelinstein hinweist.

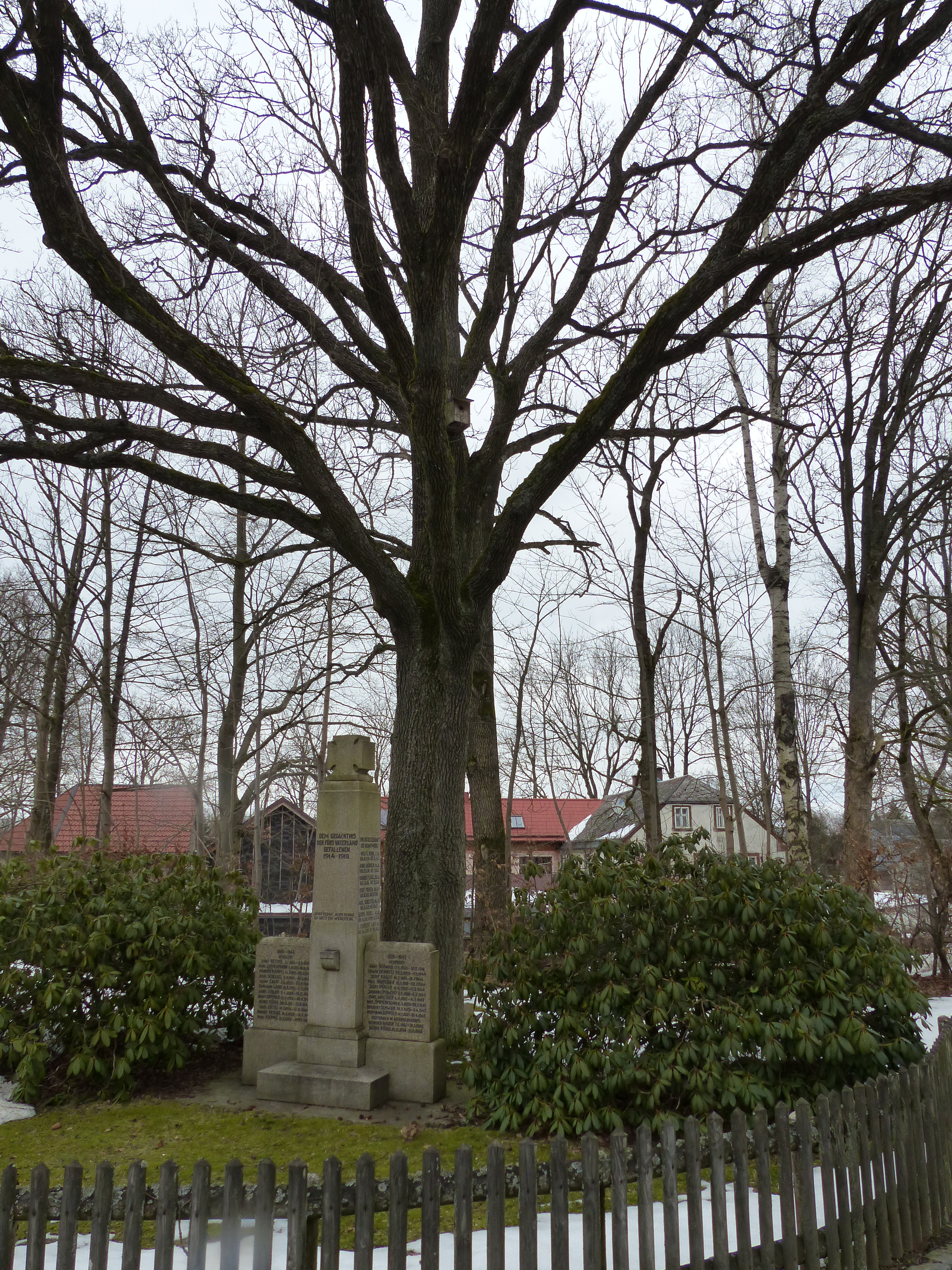
Kriegerdenkmal und Zeppelineiche
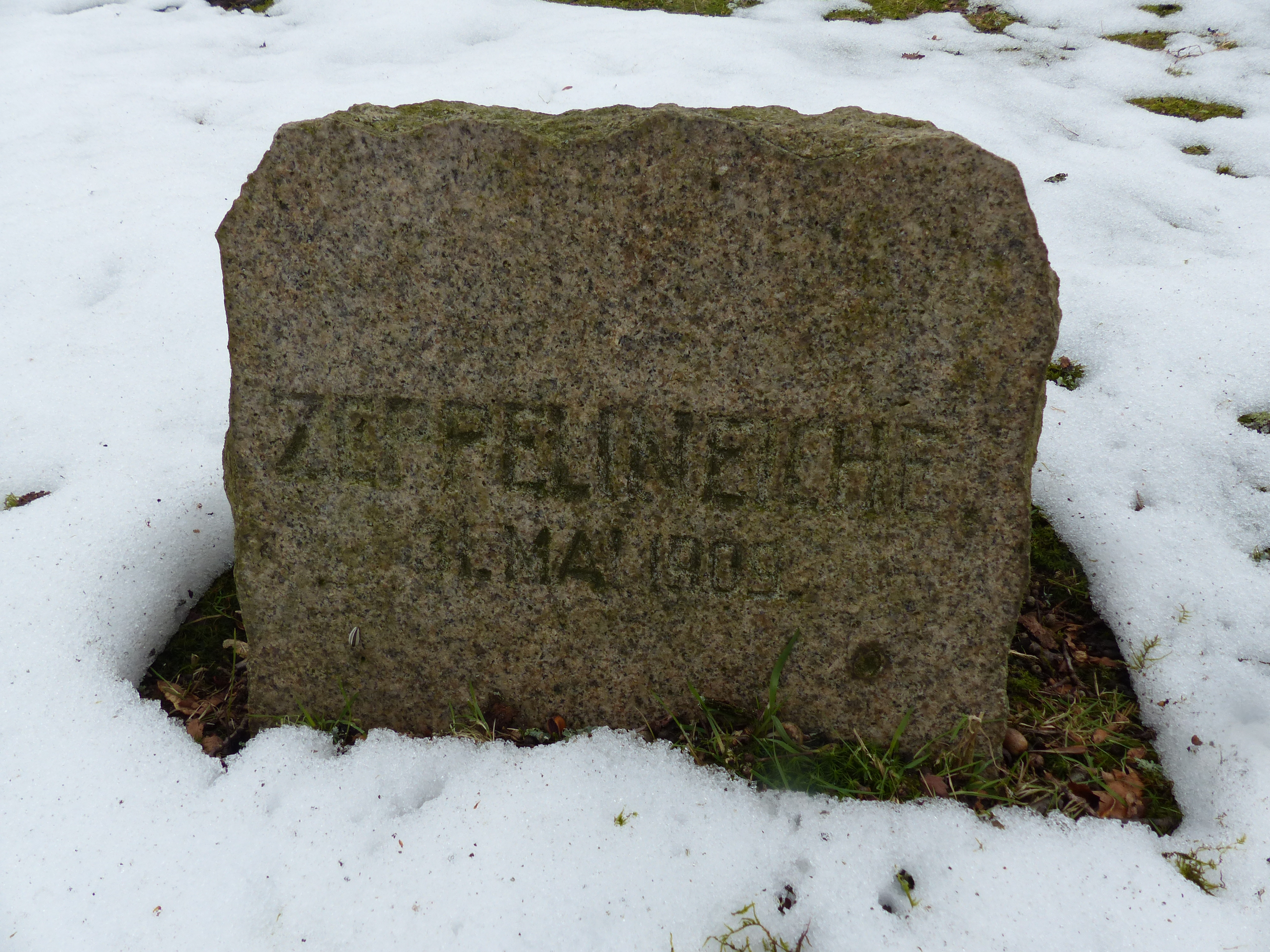
Gedenkstein
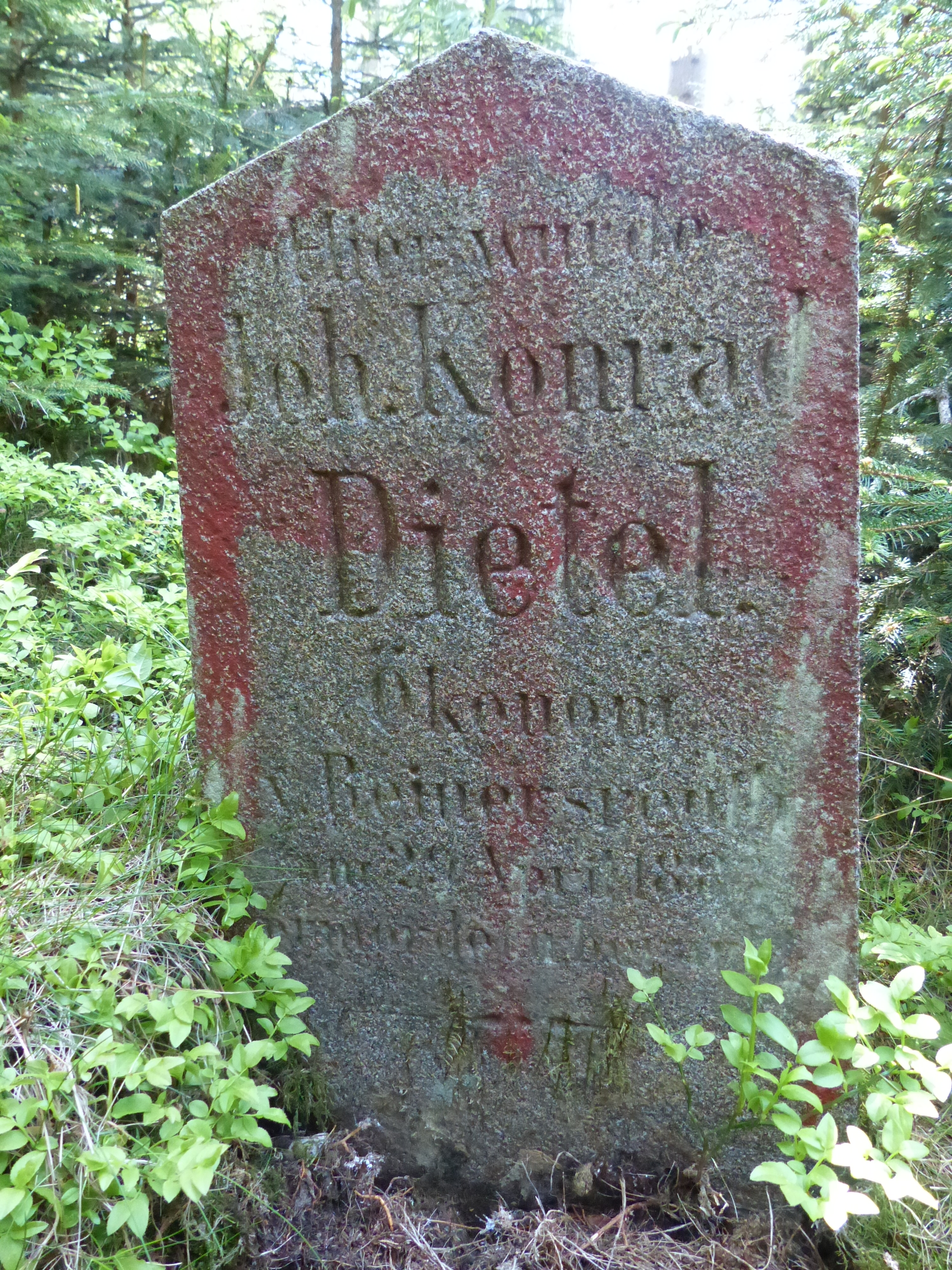
Gedenkstein für Johann Konrad Dietel

### Ehemalige Baudenkmäler
- Haus Nr. 4: Zweigeschossiges Satteldachhaus des 18./19. Jahrhunderts, Erdgeschoss massiv, Obergeschoss verschalt, zwei Achsen zur Straße.[10]
- Haus Nr. 10: Stattlicher, zweigeschossiger Wohnstallbau mit Halbwalmdach, der Sturz der geohrten Haustürrahmung bezeichnet „17 JLD 94“ [?]. Eckquaderung, im Giebel Fachwerk, im Stallteil Kreuzgratgewölbe.[10]
- Haus Nr. 23: Frackdachhaus des 18./19. Jahrhunderts, Erdgeschoss massiv, Obergeschoss verschalt.[10]

### Einwohnerentwicklung
| Jahr      | 1799   | 1812  | 1819   | 1861   | 1871   | 1885   | 1900   | 1925   | 1950   | 1961   | 1970   | 1987  |
| Einwohner | 98     | 131   | 137    | 170    | 172    | 138    | 221    | 245    | 322    | 285    | 235    | 251   |
| Häuser    | 23     | 24    |        |        |        | 24     | 31     | 35     | 35     | 38     |        | 77    |
| Quelle    | [ 12 ] | [ 7 ] | [ 13 ] | [ 14 ] | [ 15 ] | [ 16 ] | [ 17 ] | [ 18 ] | [ 19 ] | [ 20 ] | [ 21 ] | [ 1 ] |

## Religion
Reinersreuth ist bis heute nach St. Gallus (Zell im Fichtelgebirge) gepfarrt und seit der Reformation evangelisch-lutherisch geprägt.